# Fromis 9
Fromis 9 (프로미스나인 vagy 프로미스 9 ()), stilizáltan fromis_9, egy dél-koreai lánycsoport, amelyet a CJ E&M hozott létre a 2017-es Idol School valóságshow révén. 
A csoport kilenc tagból áll: I Szerom, Szong Hajong, Csang Gjuri, Pak Csivon, Ro Dzsiszon, I Szojon, I Cshejong, I Nakjong, és Pek Csihon.
A csoport 2018. január 24-én debütált a Stone Music Entertainment alatt, a To Heart című első középlemezük  kiadásával. 
2018 szeptemberében bejelentették, hogy a Fromis 9-et a Stone Music által létrehozott új kiadó, az Off The Record Entertainment menedzseli a továbbiakban.
2021. augusztus 16-tól az Off The Record Entertainment kiadó átszervezésének részeként a Pledis Entertainment lesz a csoport menedzselő vállalata.

## Név
A csoport nevét, a Fromis_-t a hivatalos Idol School weboldal felhasználói javasolták, és ezt választotta a CJ E&M, mondván, hogy „A From Idol School” és a „Promise” koreai kiejtése megegyezik, azt is jelenti, hogy „tartani az ígéretét [a rajongók felé] annak, hogy a legjobb lánycsoport lesznek".  
Ügynökségük közösségi média-fiókjainak bejelentései nyomán a csoport úgy döntött, hogy egy 9-et is ad a nevükhez, hogy Fromis_9 legyen.

## Történetük

### Debütálás előtt: Megalakulás azIdol Schoolés aGlass Shoesrévén
2017 márciusában bejelentették, hogy az Mnet, a csatorna, amely számos figyelemre méltó túlélési showért felelős, mint a Sixteen és a Produce 101, új valóság túlélési show-t indít Idol School címmel, hogy új lánycsoportot hozzon létre. Az előadás premierje július 13-án volt és 2017. szeptember 29-én ért véget. I Szerom, Szong Hajong, Csang Gjuri, Pak Csivon, No Dzsiszon, I Szojon, I Cshejong, I Nagjong, és Pek Csihon lettek a Fromis 9 tagjai. A végleges felállást kizárólag a nézők élő és online szavazatai döntötték el. A Pledis Entertainment vezérigazgatója, Han Szongszu vezetésével irányította a csoport képzését és bemutatkozását.
A Fromis október 19-én mutatta be saját realityprogramját Fromis' Room címmel, amely a debütálás útjának folytatásáról szól. Ez egy szimulcast formátumát követte, ahol a felvett anyagokat és a Facebook Live közvetítések visszajátszásait kombinálta kollégiumukban. A csoport neve később Fromis 9-re változott, a Fromis' Room november 23-i utolsó epizódját követően, a "9" pedig azt a kilenc diákot jelentette, akik az Idol Schoolban végeztek.
November 29-én a Fromis 9 bemutatta debütálás előtti Glass Shoes című kislemezét a 2017-es japán Mnet Asian Music Awards-on. A dalt másnap digitális kislemezként adták ki. A dalt a Music Bank december 15-i epizódjában is előadták, ezzel jelezve a csoport első zenei programban való megjelenését.

### 2018: Debütálás aTo. Heart-tel és aTo. Dayvisszatérés
2018. január 8-án bejelentették, hogy a Fromis 9 hivatalosan debütál első, To.Heart című középlemezével.
Január 24-én jelent meg a középlemez, a To Heart kislemezzel együtt. A középlemez a Kaon zenei lista 4. helyén debütált 2018. január 27-én.
Május 10-én megerősítették, hogy Csang Gjuri versenyzőként jelentkezett a Produce 48-ba. A Fromis 9 nyolc tagú csoportként folytatta és kiadta második középlemezét, a To. Day-t, június 5-én, Csang Gjuri nélkül. A Fromis 9 újra kilenc tagúvá vált, miután Csang Gjuri kiesett a műsor 3. körében, mivel a 25. helyen végzett.
Szeptember 21-től a Fromis 9-et az Off The Record Entertainment nevű új ügynökség irányítja, amely kizárólag a Fromis 9 és a dél-koreai-japán lánycsoport, az Iz*One számára jött létre.
A csoport október 10-én kiadott egy From.9 című különleges kislemezt, a LOVE BOMB címadó dallal. Ez volt az első visszatérés mind a 9 taggal Csang Gjuri visszatérése után.
Október 15-én a Fromis 9 tagjai bemutatták színésztehetségeiket egy internetes sorozatban, a Welcome to Heal Inn-ben, a hivatalos VLive oldalukon. Habár Csang Gjuri távolléte alatt forgatták.

### 2019-2020:Fun Factory ésMy Little Society
Február 8-án a Welcome to Heal Inn második rövid szezonját jelentették be a téli szezonra, ezúttal Csang Gjurit is szerepeltették új utazóként. Májusban Csang Gjuri egyéni színészi szerepléssel debütált a Compulsory Dating Education című internetes drámasorozatban.
Június 4-én a Fromis 9 kiadta első kislemezét, a Fun Factory-t, a FUN! című dallal. Az album a Kaon zenei lista 2. helyére került, ami a csoport új csúcspontja.
A csoport 2020. szeptember 16-án jelentette meg harmadik My Little Society című EP-jét. Ebben szerepel a "Feel Good (Secret Code)" címadó dal. Szeptember 10-én az Off The Record megerősítette, hogy I Szojon a közelmúltbeli lábsérülése miatt nem vesz részt a visszatérés összes promóciójában, és a csoport 8-ként lép fel. Az EP elérte a 3. helyezést a Kaon albumlistán.

### 2021-jelen:9 Way Ticketés új menedzsment
Május 17-én a csoport kiadta második kislemezét, a 9 Way Ticket címet, amely a "We Go" címadó számot tartalmazza.
Augusztus 16-án bejelentették, hogy a Fromis 9 távozott az Off The Record-tól, és a Pledis Entertainment veszi át a csoport irányítását.

## Tagok
- I Szerom (Hangul: 이새롬)
- Szong Hajong (Hangul:송하영)
- Csang Gjuri (Hangul:장규리)
- Pak Csivon (Hangul:박지원)
- No Dzsiszon (Hangul:노지선)
- I Szojon (Hangul:이서연)
- I Cshejong (Hangul:이채영)
- I Nagjong (Hangul:이나경)
- Pek Csihon (Hangul:백지헌)

## Diszkográfia

### Középlemezek
| Cím               | Album részletei | Toplistás helyezések | Eladási adatok             |
| Cím               | Album részletei | KOR                  | Eladási adatok             |
| ----------------- | --- | -------------------- | -------------------------- |
| To. Heart         | - Kiadás dátuma: 2018. január 24. - Kiadó: Stone Music Entertainment - Formátumok: CD, digitális letöltés, streaming        | 4                    | - KOR: 22.279 - JPN: 1,146 |
| To. Day           | - Kiadás dátuma: 2018. június 5. - Kiadó: Stone Music Entertainment - Formátumok: CD, digitális letöltés, streaming         | 4                    | - KOR: 20,480 - JPN: 958   |
| My Little Society | - Kiadás dátuma: 2020. szeptember 16. - Kiadó: Off the Record Entertainment - Formátumok: CD, digitális letöltés, streaming | 3                    | - KOR: 55,251              |

### Minialbumok
| Cím          | Album részletei | Toplistás helyezések | Toplistás helyezések | Eladási adatok             |
| Cím          | Album részletei | KOR                  | JPN                  | Eladási adatok             |
| ------------ | --- | -------------------- | -------------------- | -------------------------- |
| From.9       | - Kiadás dátuma: 2018. október 10. - Kiadó: Off the Record Entertainment - Formátumok: CD, digitális letöltés, streaming | 3                    | —                    | - KOR: 36,748              |
| Fun Factory  | - Kiadás dátuma: 2019. június 4. - Kiadó: Off the Record Entertainment - Formátumok: CD, digitális letöltés, streaming   | 2                    | —                    | - KOR: 61,257              |
| 9 Way Ticket | - Kiadás dátuma: 2021. május 17. - Kiadó: Off The Record Entertainment - Formátumok: CD, zeneletöltés, streaming         | 4                    | 9                    | - KOR: 58,032 - JPN: 5,935 |

### Kislemezek
| Cím                                                                | Év   | Toplistás helyezések | Toplistás helyezések | Toplistás helyezések | Album             |
| Cím                                                                | Év   | KOR                  | KOR Hot.             | US World             | Album             |
| ------------------------------------------------------------------ | ---- | -------------------- | -------------------- | -------------------- | ----------------- |
| "Glass Shoes" (유리구두)                                           | 2017 | —                    | —                    | —                    | Non-album single  |
| "To Heart"                                                         | 2018 | —                    | —                    | —                    | To. Heart         |
| "DKDK" (두근두근)                                                  | 2018 | —                    | —                    | —                    | To. Day           |
| "Love Bomb"                                                        | 2018 | —                    | —                    | 22                   | From.9            |
| "Fun!"                                                             | 2019 | —                    | 94                   | —                    | Fun Factory       |
| "Feel Good (Secret Code)"                                          | 2020 | —                    | 82                   | —                    | My Little Society |
| "We Go"                                                            | 2021 | 106                  | 51                   | 14                   | 9 Way Ticket      |
| "—" = nem ért el helyezést vagy nem volt kiadva az adott régióban. |      |                      |                      |                      |                   |

### Filmzenék
| Cím                                                                | Év   | Toplistás helyezések | Toplistás helyezések | Toplistás helyezések | Album                                                |
| Cím                                                                | Év   | KOR                  | KOR Hot.             | US World             | Album                                                |
| ------------------------------------------------------------------ | ---- | -------------------- | -------------------- | -------------------- | ---------------------------------------------------- |
| "All Together Cha Cha Cha" (다함께 차차차)                         | 2019 | —                    | —                    | —                    | Immortal Songs: Singing the Legend (Kim Byeong Geol) |
| "—" = nem ért el helyezést vagy nem volt kiadva az adott régióban. |      |                      |                      |                      |                                                      |

### Zenei videók
| Év   | Zenei videó              | Album            | Rendező(k)   | Ref.   |
| ---- | ------------------------ | ---------------- | ------------ | ------ |
| 2017 | "Glass Shoes" (유리구두) | Non-album single | VISUALSFROM. | [ 56 ] |
| 2018 | "To Heart"               | To. Heart        | Digipedi     | [ 57 ] |
| 2018 | "DKDK" (두근두근)        | To. Day          | Digipedi     | [ 58 ] |
| 2018 | "Love Bomb"              | From.9           | Digipedi     | [ 59 ] |
| 2019 | "Fun!"                   | Fun Factory      | Digipedi     | [ 60 ] |

## Filmográfia

### Reality show-k
| Év         | Cím                    | Eredeti adó          |
| ---------- | ---------------------- | -------------------- |
| 2017       | Idol School            | Mnet                 |
| 2017       | Fromis’ Room           | Mnet, Facebook Live  |
| 2017       | Fromis 9 TV Behind     | Naver V Live         |
| 2017       | Mind Map               | Naver V Live         |
| 2018       | THE 100 Season 2       | Naver V Live         |
| 2018－2019 | Channel_9 Season 1     | Naver VLive, YouTube |
| 2019       | Channel_9 Season 2     | Naver VLive, YouTube |
| 2020       | Channel_9 In The HOUSE | Naver VLive, YouTube |

### Webdráma
| Év   | Cím                                      | Eredeti adó                           |
| ---- | ---------------------------------------- | ------------------------------------- |
| 2018 | Welcome to Heal Inn                      | Naver V Live                          |
| 2019 | We See Winter                            | Naver V Live                          |
| 2019 | Dating Survival Course (Csang Gjuri-val) | TvN D YouTube, Facebook, Olleh Mobile |
| 2020 | Psycho but It's Okay (Csang Gjuri-val)   | TvN                                   |

## Díjak és jelölések

### Asia Artist Awards
| Év   | Kategória                                | Résztvevő | Eredmény | Ref.   |
| ---- | ---------------------------------------- | --------- | -------- | ------ |
| 2018 | Most Popular Artists (Singer) – Top 50   | Fromis 9  | Jelölve  | [ 61 ] |
| 2018 | Rising Award                             | Fromis 9  | Elnyerte | [ 61 ] |
| 2019 | Most Popular Artists (Singer) – Top 50   | Fromis 9  | Jelölve  |        |
| 2019 | Starnews Popularity Award (Female Group) | Fromis 9  | Jelölve  |        |

### Asia Model Awards
| Év   | Kategória               | Résztvevő | Eredmény | Ref.   |
| ---- | ----------------------- | --------- | -------- | ------ |
| 2018 | New Star Award (Singer) | Fromis 9  | Elnyerte | [ 62 ] |

### Gaon Chart Music Awards
| Év   | Kategória              | Résztvevő | Eredmény | Ref. |
| ---- | ---------------------- | --------- | -------- | ---- |
| 2019 | New Artist of the Year | Fromis 9  | Jelölve  |      |

### Golden Disc Awards
| Év   | Kategória          | Résztvevő | Eredmény | Ref. |
| ---- | ------------------ | --------- | -------- | ---- |
| 2019 | Rookie of the Year | Fromis 9  | Jelölve  |      |
| 2019 | Popularity Award   | Fromis 9  | Jelölve  |      |

### MBC Plus X Genie Music Awards
| Év   | Kategória                    | Résztvevő | Eredmény | Ref.   |
| ---- | ---------------------------- | --------- | -------- | ------ |
| 2018 | Artist of the Year           | Fromis 9  | Jelölve  | [ 63 ] |
| 2018 | Best New Female Artist       | Fromis 9  | Jelölve  | [ 63 ] |
| 2018 | Genie Music Popularity Award | Fromis 9  | Jelölve  | [ 63 ] |

### Korea Popular Music Awards
| Év   | Kategória          | Résztvevő | Eredmény | Ref.   |
| ---- | ------------------ | --------- | -------- | ------ |
| 2018 | Rookie of the Year | Fromis 9  | Jelölve  | [ 64 ] |

### Melon Music Awards
| Év   | Kategória       | Résztvevő | Eredmény | Ref. |
| ---- | --------------- | --------- | -------- | ---- |
| 2018 | Best New Artist | Fromis 9  | Jelölve  |      |

### Mnet Asian Music Awards
| Év   | Kategória              | Résztvevő | Eredmény | Ref.   |
| ---- | ---------------------- | --------- | -------- | ------ |
| 2018 | Best New Female Artist | Fromis 9  | Jelölve  | [ 65 ] |

### Seoul Music Awards
| Év   | Kategória            | Résztvevő | Eredmény | Ref. |
| ---- | -------------------- | --------- | -------- | ---- |
| 2019 | New Artist Award     | Fromis 9  | Jelölve  |      |
| 2019 | Popularity Award     | Fromis 9  | Jelölve  |      |
| 2019 | Hallyu Special Award | Fromis 9  | Jelölve  |      |

### V Live Awards
| Hely | Év   | Kategória    | Résztvevő | Eredmény | Ref.   |
| ---- | ---- | ------------ | --------- | -------- | ------ |
| 4th  | 2019 | Rookie Top 5 | Fromis 9  | Elnyerte | [ 66 ] |

## Fordítás
Ez a szócikk részben vagy egészben  a   Fromis 9 című angol Wikipédia-szócikk ezen változatának fordításán alapul.  Az eredeti cikk szerkesztőit annak laptörténete sorolja fel. Ez a jelzés csupán a megfogalmazás eredetét és a szerzői jogokat jelzi, nem szolgál a cikkben szereplő információk forrásmegjelöléseként.